# Socjometria
Socjometria jest to metoda badawcza w socjologii i psychologii społecznej polegająca na badaniu struktur władzy i komunikacji pomiędzy jednostkami w populacji. Przeważnie badane są relacje komunikacji jednostek w grupie lub relacje władzy i współpracy. Podobną do socjometrii, lecz bardziej rozbudowaną metodą jest analiza sieciowa.

## Odmiany techniki socjometrycznej
- Samoocena socjometryczna – polega na zapytaniu każdej osoby badanej o to, kto ją wybrał bądź odrzucił w trwającym badaniu. Technika ta została wprowadzona przez austriacko-amerykańskiego lekarza, psychiatrę, socjologa: Jacoba Moreno
- "Zgadnij kto?" – polega ona na podaniu opisu pewnego zachowania czy innych charakterystycznych cech pewnej osoby i pozostałe osoby z badanej grupy muszą wskazać osobę, która pasuje do podanych kryteriów.
- Uporządkowanie - technika ta polega na uporządkowaniu wszystkich członków danej grupy z wyjątkiem siebie na podstawie danego kryterium.
- Porównywanie – polega na porównywaniu parami członków badanej grupy według danego kryterium oraz wybór jednej osoby z pary, która posiada więcej charakterystycznych cech dla tego kryterium. Posługiwanie się tą techniką w dużej badanej zbiorowości jest bardzo uciążliwe, ponieważ zwiększająca się liczba zbiorowości powiększa liczbę możliwych par w grupie badanej.

## Pojęcia kluczowe w socjometrii
- gwiazda socjometryczna
- klika
- łańcuch
- socjogram
- sieć
- szara eminencja
- wskaźnik integracji grupy
- wskaźnik ekspansywności grupy
- wskaźnik spoistości grupy
- wskaźnik zwartości grupy
- socjometr

Zobacz też: analiza sieciowa